# Рутокен
Рутокен (от англ. Russian — российский и англ. token — признак, жетон) — торговая марка программных и аппаратных продуктов в области защиты информации российского производства (производитель: компания «Актив»).
Смарт-карты и токены Рутокен
Устройства предназначены для использования ключа электронной подписи и ключа проверки электронной подписи. Разработаны на базе криптографических алгоритмов электронной подписи, а также имеют сертификацию ФСБ и ФСТЭК России. Все смарт-карты и токены Рутокен могут дополняться RFID-метками.

## Модификации

### Токены. Основные модели

#### Рутокен ЭЦП 2.0
Обеспечивает безопасное хранение ключей электронной подписи во встроенной защищённой памяти без возможности их экспорта. Применяется в системах электронного документооборота и дистанционного банковского обслуживания. Рутокен ЭЦП 2.0 — аппаратная реализация российских стандартов электронной подписи, шифрования и хеширования. Устройство стало первым в России, сертифицированным ФСБ на соответствие новым криптографическим стандартам:
- ГОСТ Р 34.10-2012 — формирование и проверка электронной подписи;
- ГОСТ Р 34.11-2012 — алгоритм и процедура вычисления хеш-функции;
- VKO ГОСТ Р 34.10-2012 — алгоритм выработки сессионного ключа.

Сохранена поддержка стандартов предыдущего поколения: ГОСТ Р 34.10-2001, ГОСТ 34.11-94 и стандарта ГОСТ 28147-89.

#### Рутокен S
Обеспечивает безопасную двухфакторную аутентификацию пользователей, защищённое хранение ключей шифрования и ключей электронной подписи, а также цифровых сертификатов и иной информации. Токен имеет встроенную защищённую память, в которой хранится строго конфиденциальная информация: ключи шифрования, пароли доступа и прочее. Чаще всего используется в корпоративных сетях госкорпораций, поскольку встроенные внутри токена криптоалгоритмы позволяют информационным системам полностью соответствовать требованиям регуляторов.

#### Рутокен ЭЦП Bluetooth
Устройство для хранения сертификата электронной подписи и заверения электронных документов на мобильных устройствах на базе iOS и Android. Совмещает в себе функциональность USB-токена Рутокен ЭЦП с возможностью использования со смартфонами и планшетами по беспроводному протоколу Bluetooth. В целях обеспечения безопасности передаваемой информации канал Bluetooth шифруется по алгоритмам ГОСТ. Токен подключается к мобильному гаджету как HID-устройство, драйвер для которого встроен в мобильные ОС. Для работы с Android устройство можно подключить также через разъём micro USB.

#### Рутокен PINPad
Позволяет визуализировать подписываемый документ в доверенной среде перед наложением электронной подписи. Документ отображается на экране, подпись которого осуществляется на самом устройстве. Рутокен PINPad защищает от фишинга, атак при помощи средств удалённого управления, подмены содержимого документа при передаче его на подпись (атака Man-in-the-browser). Устройство класса TrustScreen.

#### Рутокен ЭЦП Flash
Токен для создания доверенной среды. Flash-память можно использовать для хранения дистрибутива программного обеспечения, автоматического запуска приложений при подключении токена, доверенной загрузки операционной системы. С этого же устройства можно установить на ПК новую операционную систему и проверить её целостность по контрольным суммам, хранящимся в закрытой области ключа. Устройство разработано на базе USB-токена Рутокен ЭЦП и дополнено управляемой Flash-памятью объёмом от 4 до 64 ГБ. Имеет сертификат ФСБ о соответствии требованиям, предъявляемым к СКЗИ по классу КС2 и к средствам ЭП в соответствии с № 63-ФЗ «Об электронной подписи».

#### Рутокен Lite
Применяются для авторизации в компьютерных системах и защиты персональных данных. Используются для безопасного хранения ключей шифрования и электронной подписи, паролей и других данных во встроенной защищённой памяти устройства.

### Смарт-карты
Смарт-карты могут использоваться для аутентификации, хранения и использования ключей электронной подписи, для систем управления, систем удалённого контроля доступа и т. д. Ключевые носители не отличаются по функциональным возможностям от своих аналогов в виде USB-токенов. Для многих корпоративных проектов удобнее и привычнее использовать именно смарт-карты, так как на них можно нанести личные данные владельца карты (ФИО, фото и тому подобное). Базовые модели, представленные в форм-факторе смарт-карт — Рутокен Lite SC, Рутокен ЭЦП SC.

## Другие продукты Рутокен

### Рутокен VPN
Решение для безопасного удалённого доступа. Является комплексной разработкой для доступа к корпоративным ИТ-системам из любой точки мира, предназначенная для компаний малого и среднего бизнеса. Решение базируется на закрытых ключах, хранимых на борту USB-токена, благодаря чему обеспечивается безопасность при удалённой работе с файлами, почтой и программами 1С. В устройстве реализовано стойкое шифрование трафика. Для построения VPN-канала используются криптографические алгоритмы RSA 2048 и AES 256, а все важные операции выполняются «на борту» токенов.

## Аутентификация и электронная подпись в инфраструктуре Microsoft Windows

### Рутокен для Windows
Позволяет за короткий срок внедрить аппаратную аутентификацию пользователей и защиту электронной переписки в сетях на базе Microsoft Windows Server. Решение построено на применении встроенных инструментов безопасности Windows и устройств Рутокен в качестве носителей ключевой информации. Основа продукта — подробная документация по настройке продуктов Microsoft и применению в них шифрования и электронной подписи.

## Аутентификация в Web- и SaaS-сервисах

### Рутокен Web
Токен для замены на web-сервисах небезопасной аутентификации по связке «логин-пароль» на двухфакторную аппаратную аутентификацию. Решение основано на технологии электронной подписи и позволяет свести к нулю риск кражи или неправомерного использования учётных записей пользователей web-ресурса.

### Рутокен Плагин
Плагин для электронной подписи, шифрования и двухфакторной аутентификации для Web- и SaaS-сервисов. В продукте используется аппаратная реализация российских криптографических алгоритмов «на борту» Рутокен ЭЦП, Рутокен Web и Рутокен PINPad. Рутокен Плагин совместим с решениями российских производителей СКЗИ и может применяться в информационных системах, в которых используются цифровые сертификаты и инфраструктура PKI.

## Составные и программные решения
Рутокен поддерживаются сторонними программными решениями. Токены работают с основными российскими криптопровайдерами (КриптоПро CSP[2], ViPNet CSP, Сигнал-КОМ CSP[3] и др.).
| Продукт               | Совместимость                                                                                          | Назначение |
| Рутокен Keybox        | Рутокен S Рутокен ЭЦП Рутокен Lite Kaztoken Другие носители                                            | Средство администрирования и управления жизненным циклом ключевых носителей (USB-токенов, смарт-карт и других устройств). Ориентированно на использование в корпоративных сетях, которые построенные на технологиях Microsoft Windows. Рутокен KeyBox является системой, обеспечивающей связь между учётными записями пользователей, средствами аутентификации, приложениями и регламентами ИБ. |
| КриптоТри             | Рутокен S Рутокен ЭЦП                                                                                  | Предназначено для шифрования и электронной подписи документов, управления цифровыми сертификатами и аутентификации. КриптоТри ориентировано на неподготовленного пользователя и требует минимальных ресурсов при внедрении. |
| КриптоПро Рутокен CSP | Рутокен ЭЦП (Используется специальная версия (Рутокен КП) предназначенная только для данного продукта) | Решение для использования в российских системах PKI, в системах юридически значимого электронного документооборота и в других информационных системах, использующих технологии цифровой подписи. КриптоПро Рутокен CSP является преемником СКЗИ КриптоПро CSP и поддерживает все его возможности. В решении реализована технология ФКН                                                          |

Также Рутокен используются в системах: УЦ Эксклюзивные решения, УЦ СКБ Контур, ТаксНет, ЦентрИнформ, ТаксКом, АЭТП, Контур-Экстерн, Гарант — Электронный Экспресс, СБИС , Алсион, Тонкие клиенты и терминальные серверы Tonk, программный комплекс Litoria Desktop, программный комплекс Линк-Сервис Интернет-отчётность. Со списком основных совместимых программных решений можно ознакомиться на сайте компании «Актив».

## Поддержка в операционных системах
|                       | Windows | OS X | Linux | Android | iOS |
| Рутокен ЭЦП 2.0       | Да      | Да   | Да    | Да      |     |
| Рутокен ЭЦП Flash     | Да      | Да   | Да    | Да      |     |
| Рутокен ЭЦП Bluetooth | Да      | Да   | Да    | Да      | Да  |
| Рутокен PINPad        | Да      | Да   | Да    |         |     |
| Рутокен S             | Да      | Да   | Да    |         |     |
| Рутокен Lite/Lite SD  | Да      | Да   | Да    | Да      |     |
| Рутокен Web           | Да      | Да   | Да    | Да      |     |
| Рутокен VPN           | Да      | Да   | Да    | Да      | Да  |
| Рутокен KeyBox        | Да      |      |       |         |     |

- Windows XP/Vista/7/8/8.1/2003/2008/2012/2012 R2. Доступны драйвера для Windows 98/ME/2000, но поддержка данных систем более не осуществляется.
- OS X версии 10.6 и новее.
- Linux с версией libccid не ниже 1.3.11.
- Android версии 4.0 и новее.
- iOS 9.1.3 и новее.